# 西斋站
西斋站是位于湖北松滋市洈水镇西斋回族社区的一个铁路车站，邮政编码434216。车站建于1978年，有焦柳铁路经过该站，不办理客货运业务。车站距离月山站798公里，隶属武汉铁路局宜昌车务段，是四等站，本站及相邻上下行区间均为电气化区段。